# Rhithrogena rubicunda
Rhithrogena rubicunda är en dagsländeart som beskrevs av Jay R. Traver 1937. Rhithrogena rubicunda ingår i släktet Rhithrogena och familjen forsdagsländor. Inga underarter finns listade i Catalogue of Life.